# Pelloloma winkleri
Pelloloma winkleri är en tvåvingeart som beskrevs av Kassebeer 2000. Pelloloma winkleri ingår i släktet Pelloloma och familjen blomflugor.
Artens utbredningsområde är Uganda. Inga underarter finns listade i Catalogue of Life.